# Garncarstwo w Zlakusie
Garncarstwo w Zlakusie (serb. Злакуско лончарство, Zlakusko lončarstvo) – tradycja ręcznego wyrobu ceramiki na kole garncarskim kultywowana we wsi Zlakusa koło Užic w zachodniej Serbii.
W 2020 roku podczas 15. sesji Międzyrządowego Komitetu ds. Ochrony Niematerialnego Dziedzictwa Kulturowego garncarstwo w Zlakusie wpisane zostało na listę reprezentatywną niematerialnego dziedzictwa kulturowego UNESCO. Pełna nazwa wpisu w języku angielskim to Zlakusa pottery making, hand-wheel pottery making in the village of Zlakusa, zaś w języku serbskim – Zlakusko lončarstvo (Lončarstvo ručnog vitla iz sela Zlakusa).

## Charakterystyka
Tradycyjnym ręcznym wytwarzaniem ceramiki z gliny i kalcytu w Zlakusie i jej okolicach już od kilku pokoleń zajmują się doświadczeni rzemieślnicy – członkowie rodzin Šunjevarić, Savić, Nikitović, Tešić i Lazić. W ich warsztatach rzemiosła nauczyli się również młodsi członkowie rodzin Sarvan i Klopanović. Ogółem według stanu z 2019 roku garncarstwem w Zlakusie zajmowało się ponad 30 garncarzy. Pozostali mieszkańcy wsi w sposób bezpośredni, pomagając w procesie produkcyjnym oraz pośrednio, poprzez wykorzystywanie wyprodukowanych wyrobów ceramicznych przyczyniają się do promowania tradycji i szerzenia wiedzy o niej. Dawniej wyrobem naczyń zajmowali się wyłącznie mężczyźni, współcześnie kobiety coraz częściej angażują się w proces jej produkcji.
Transmisja dziedzictwa kulturowego pierwotnie odbywała się głównie w rodzinach, gdzie wiedza i umiejętności przekazywane były z ojca na syna czy z dziadka na wnuka. Współcześnie odbywa się również poprzez aktywne uczestnictwo zainteresowanych oraz członków społeczności w pracach doświadczonych rzemieślników. W Szkole Artystycznej w Užicach prowadzone są zajęcia poświęcone zlakuskiej ceramice. Rękodzieło prezentowane jest na jarmarkach i festiwalach nie tylko w Zlakusie, ale i w całym kraju. Jest to żywa tradycja, gdyż wykonane we wsi naczynia są szeroko wykorzystywane podczas ważnych uroczystości rodzinnych (chrztów, wesel, pogrzebów) oraz społecznych i służą do serwowania tradycyjnych potraw z zachodniej i środkowej Serbii.

## Wykonanie

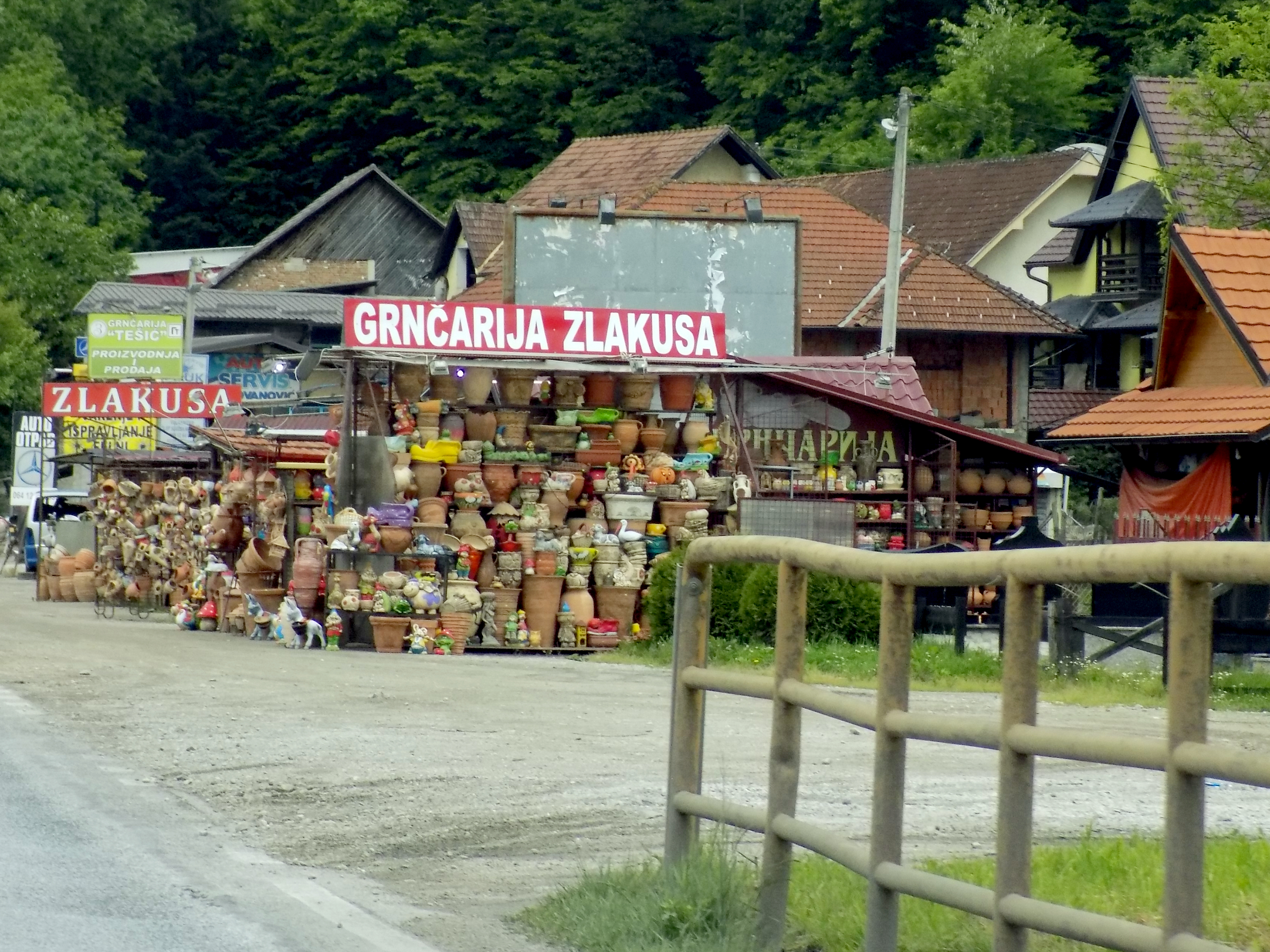
Stragany z ceramiką przy wjeździe do Zlakusy (2019)

Proces ręcznego wytwarzania ceramiki na kole garncarskim trwa od 7 do 10 dni i obejmuje: przygotowanie masy glinianej, jej formowanie, dekorowanie i wykańczanie, a na koniec suszenie i wypalanie. Tradycja jest ściśle związana z rejonem Zlakusy ze względu na związek ze środowiskiem naturalnym, które dostarcza surowca do produkcji tej ceramiki. Są nim glina i kalcyt pozyskiwane tradycyjnie z dwóch miejsc – glina wydobywana jest w oddalonej o ok. 18 km od Zlakusy wsi Vranjani, natomiast kalcyt wydobywa się w sąsiedniej wiosce Rupeljevo w gminie Požega.
Dostarczona glina jest mielona, oczyszczana i moczona w wodzie przez 24 godziny, po czym dodaje się do niej zmielony kalcyt w proporcji 50:50 w przypadku mniejszych naczyń lub 40:60 na korzyść kalcytu dla większych naczyń. Z płaskiego krążka formuje się dno naczynia, a następnie z kawałków gliny, często mających formę wałeczków, tworzone są jego ścianki. W wyniku obróbki na kole garncarskim i po osiągnięciu pożądanej wysokości grubość naczynia jest wyrównywana przy użyciu drewnianych narzędzi, nadawany jest mu też ostateczny kształt, a wilgotną szmatką kształtuje się obręcz. Gotowe naczynia dekorowane są geometrycznymi ornamentami wykonanymi za pomocą drewnianych lub metalowych narzędzi. Przez odmienne profilowanie naczyń i różnice w zdobieniach ceramiki wyraża się indywidualny kunszt każdego garncarza. Do niektórych naczyń dodawane są uchwyty. W kolejnym etapie uformowane naczynie pozostawia się do wysuszenia najpierw na słońcu i na świeżym powietrzu, a następnie w suszarce, po czym wypala się je w tradycyjnym piecu bądź w ognisku.
Współcześnie wytwarzane przedmioty takie jak garnki, których pojemność może wynosić od 1 do 100 l, pojemniki do wypieku chleba, płytkie naczynia do smażenia potraw oraz małe naczynia do kuchennych piekarników zostały dostosowane do nowoczesnego sposobu przygotowywania i serwowania potraw. Ceramiczne wyroby z regionu Zlakusy wciąż cieszą się dużą popularnością i znajdują zastosowanie w gospodarstwach domowych i restauracjach w całej Serbii.